# Neuschönau (Großschönau)

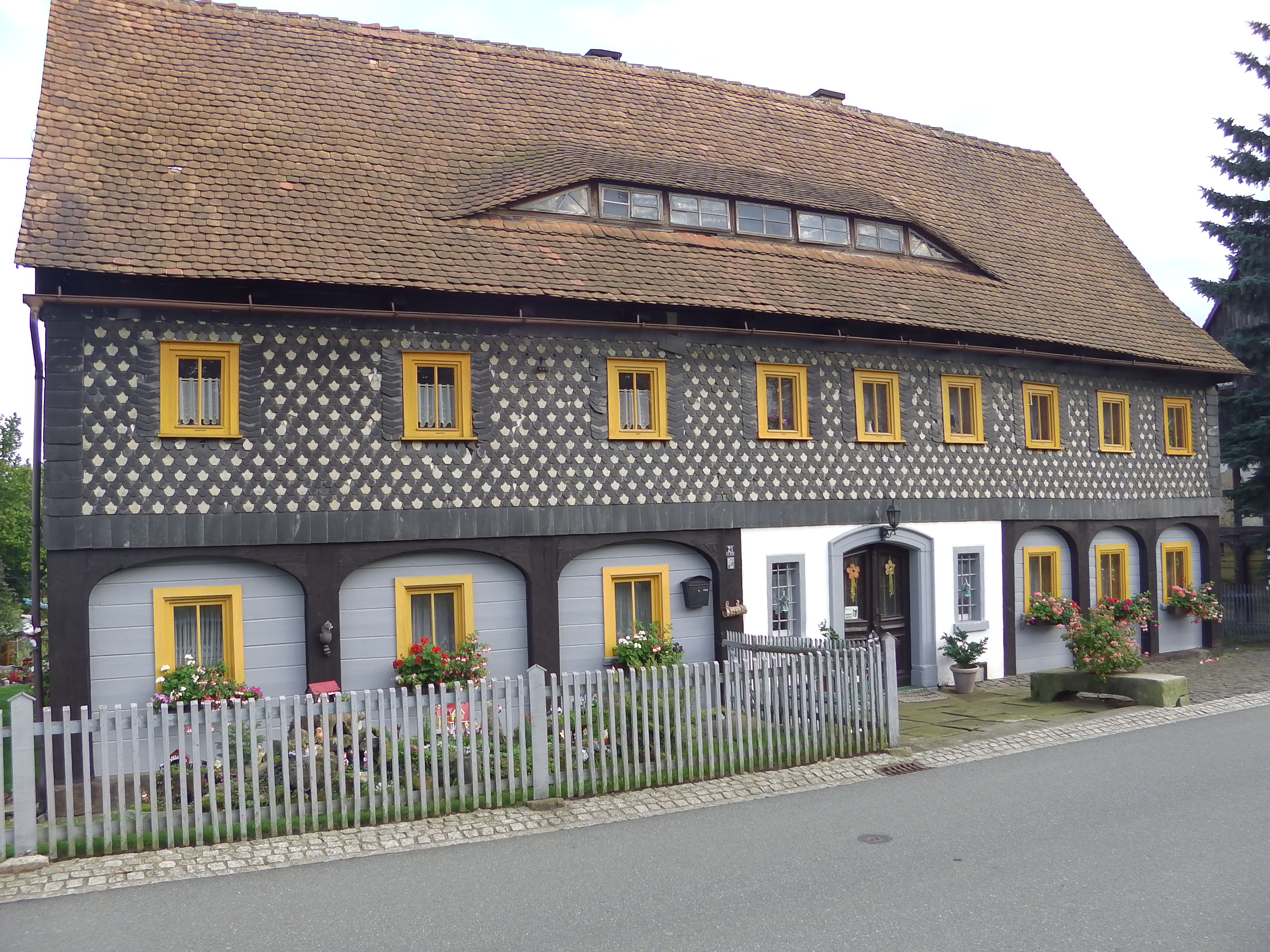
Umgebindehaus Neuschönauer Str. 21

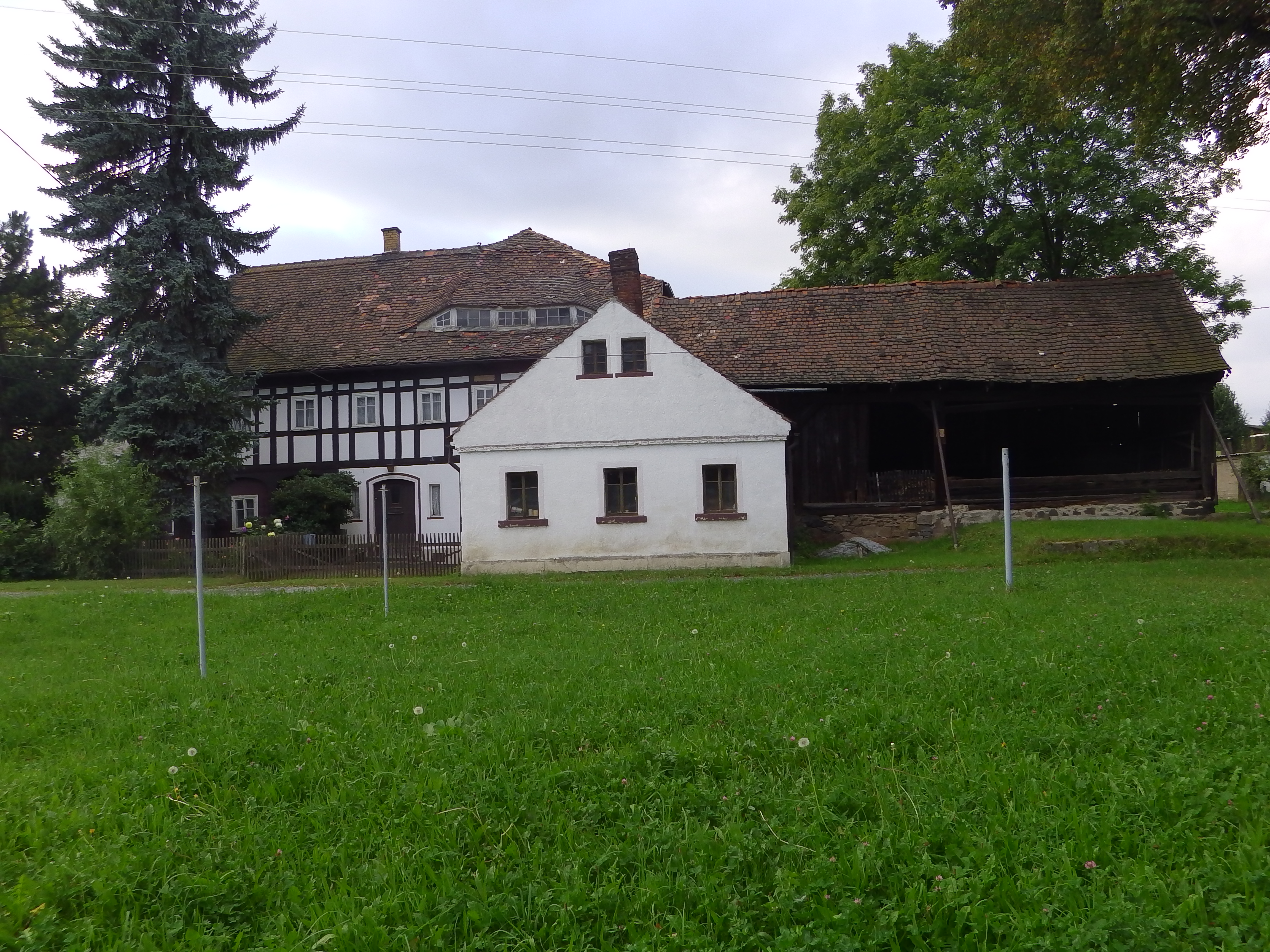
Neuschönauer Sägemühle

Neuschönau ist ein Gemeindeteil von Großschönau im Landkreis Görlitz.

## Geografie

### Lage
Neuschönau liegt im südlichen Teil des Landkreises im Großschönauer Becken- und Kuppenland in der Östlichen Oberlausitz. Das Dorf erstreckt sich rechtsseitig der Lausur, wird vom Waltersdorfer Dorfbach und dem Badzufluß durchflossen. Nördlich verläuft die Bahnstrecke Mittelherwigsdorf–Varnsdorf–Eibau, deren Trasse Neuschönau vom im Mandautal gelegenen Großschönau trennt. Nach Süden hin befindet sich der Neuschönauer Busch. Südwestlich erhebt die der Weberberg (711 m ü. NHN), im Nordwesten der Finkenhübel (410 m ü. NHN) und nördlich der Jahnsberg. Südöstlich liegen das Waldstrandbad Großschönau und der Trixi-Ferienpark; nördlich das Kleine Bad.
Am östlichen Ortsrand von Neuschönau führt die Staatsstraße 135 von Waltersdorf nach Großschönau durch den Hinteren Viehbig.

### Nachbarorte
| Warnsdorf   | Vierhäuser, Großschönau                     | Großschönau                  |
| Niedergrund | Kompassrose, die auf Nachbargemeinden zeigt | Vorderer Viehbig             |
| Herrenwalde | Waltersdorf                                 | Hinterer Viehbig, Saalendorf |

## Geschichte
Zu Beginn des 18. Jahrhunderts hatte sich die Besiedlung des Zittauer Ratsdorfes Großschönau so stark verdichtet, dass 1719 auf der südlich des Dorfes gelegenen Mühlenwiese an der Lausur eine kleine Siedlung für Damastweber angelegt wurde. Gründer und Finanzier der Siedlung war der Damastfaktor Johann Goldberg († 1749). In den Jahren 1730 bis 1760 wurde Neuschönau um 47 neue Häuslerstellen zu einem Dorf erweitert. Zwischen 1730 und 1731 ließ Goldberg den Kretscham erbauen, der nach seiner Fertigstellung im Sommer 1731 zum Gerichtskretscham für Neuschönau bestimmt wurde; er wird heute als Landgasthaus „Bad Neuschönau“ bewirtschaftet. 1769 entstand am westlichen Ortsausgang die Alte Landbrücke, auf der die Landstraße von Warnsdorf nach Waltersdorf die Lausur überquerte.
Die Gemeinde Neuschönau bestand aus dem Dörfel an der Mündung des Waltersdorfer Dorfbaches in die Lausur, den Häusern auf der Mühlwiese zwischen Lausur und Obermühlgraben sowie dem ehemaligen Hof. Am Übergang zum 19. Jahrhundert wurden entlang der Straße von Großschönau nach Waltersdorf die niederen und oberen Viehweghäuser errichtet. Neuschönau war nach Großschönau eingepfarrt.
1867 wurde das Neuschönauer Dörfchen nach Großschönau eingemeindet. In den 1970er Jahren wurde Neuschönau östlich des Viehbigs um eine Wohnblocksiedlung erweitert.

### Verwaltungszugehörigkeit
1777: Görlitzer Kreis, 1849: Landgerichtsbezirk Löbau, 1856: Gerichtsamt Zittau, 1875: Amtshauptmannschaft Zittau, 1952: Kreis Zittau, 1994: Landkreis Löbau-Zittau, 2008: Landkreis Görlitz

### Einwohnerentwicklung
| Jahr | Einwohner                |
| ---- | ------------------------ |
| 1777 | 48 Häusler, 11 Wüstungen |
| 1834 | 534                      |

## Ortsbild
Neuschönau besteht aus mehreren Häuslerzeilen mit zahlreichen Umgebindehäusern. Größte Unternehmen sind die Frottana GmbH und die Maschinenfabrik Guido Herrmann. Die einzigen Gebäude linksseitig der Lausur liegen in der Finkenhübelstraße; dabei handelt es sich um die denkmalgeschützte frühere Neuschönauer Brettmühle und ein benachbartes Anwesen. Auch die Alte Landbrücke an der Plunderstraße ist als Baudenkmal geschützt.